# Boris Becker
Boris Becker, född 22 november 1967 i Leimen, Baden-Württemberg, Tyskland (dåvarande Västtyskland), är en tidigare professionell tennisspelare. Boris Becker upptogs 2003 i International Tennis Hall of Fame.
Boris Becker var en av världens 10 högst rankade spelare under en stor del av perioden 1985–96 och 1991 rankades han som världsetta under 12 veckor, vilket innebär en 15:e plats sedan nuvarande rankingssystem infördes 1973. Han vann sammanlagt sex singeltitlar i Grand Slam-turneringar (Wimbledonmästerskapen tre gånger, Australiska öppna två gånger och US Open en gång). Han vann sammanlagt 49 singel- och 15 dubbeltitlar på ATP-touren under karriären.

## Tenniskarriären
Becker debuterade som 16-åring 1984 i Grand Slam-turneringar. Det var i Wimbledonmästerskapen, och nådde tredje omgången, men han var tvungen att ge upp på grund av skada. Hans stora genombrott kom 1985. Han finalbesegrade då Stefan Edberg i en turnering som gällde titeln "juniorvärldsmästare". Senare på året nådde han oseedad finalen i Wimbledonmästerskapen. Han mötte där den amerikanske spelaren Kevin Curren, vilken på vägen till finalen besegrat såväl John McEnroe som Jimmy Connors. Becker vann den jämna finalen i fyra set, och blev därmed med sina 17 år och 7 månader den yngste Wimbledonsegraren någonsin bland herrar. Säsongen 1986 besegrade han i olika turneringar bland andra Mats Wilander och Ivan Lendl. Lendl finalbesegrade han i Wimbledon, och tog därmed sin andra singeltitel i turneringen. 
Boris Beckers främsta rival i slutet av 1980-talet var Stefan Edberg. De två möttes i tre Wimbledonfinaler. Det första mötet skedde 1988, varvid Edberg segrade. Edberg tog därmed sin första singeltitel i Wimbledon. Året därpå var de båda åter i final. Denna gång var serve-volleyspelaren Edberg chanslös mot Becker, som fullständigt spelade ut honom med hårda precisa passerslag. Vid det tredje mötet (1990) kom Edberg, som inlett matchen bra, åter i spelmässigt underläge precis som 1989. Edberg lyckades dock vända matchen och vinna det femte och avgörande setet. 
Becker, Pete Sampras och Roger Federer är de tre manliga spelare som sedan systemet med Challenge Round upphörde 1922 nått flest singelfinaler i Wimbledonmästerskapen (vardera 7 singelfinaler). Endast en manlig spelare har deltagit i fler finaler, nämligen William Renshaw (8 finaler perioden 1881–90).  
Becker vann singeltiteln i Australiska öppna 1991 genom seger över Ivan Lendl. Han vann den turneringen även 1996. Singeltiteln i US Open vann han 1989. Säsongerna 1991 och 1995 nådde Becker singelfinal i Wimbledon, men förlorade mot landsmannen Michael Stich (1991) och Pete Sampras. 
Becker, som 1999 avslutade sin tävlingskarriär i de stora sammanhangen, vann aldrig en grusturnering under sin aktiva karriär.

### Davis Cup-spelaren Becker
Becker deltog i det tyska Davis Cup-laget 1985–99. Under den tiden vann laget två slutsegrar. Det var 1988 och 1989, och båda gångerna mötte tyskarna svenska lag. Becker bidrog starkt till de tyska titlarna genom segrar över Stefan Edberg och Mats Wilander. Becker spelade i Davis Cup-sammanhang totalt 66 matcher av vilka han vann 54. Perioden 1997–99 var Becker spelande lagkapten.

## Bakgrund och spelstil

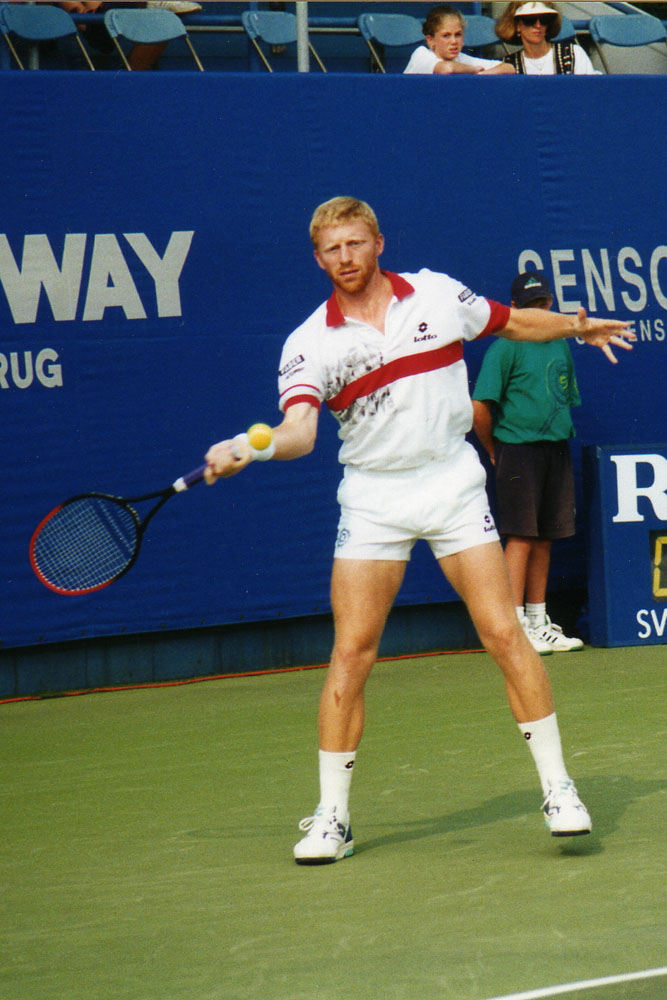
Boris Becker vid en ATP-turnering i Cincinnati i augusti 1994.

Boris Beckers far, arkitekt till yrket, var mycket intresserad av tennis och lät tidigt sonen spela. Boris uppvisade stor talang för tennis och vann sin första juniortitel 1980. Han blev sedan vid upprepade tillfällen västtysk juniormästare. Han bestämde sig som 16-åring att bli tennisproffs, vilket han blev 1984. Efter sin första singeltitel i Wimbledon, blev han för första gången utsedd till "årets idrottsman" i västtysk press. Som tennisspelare blev han först världsbekant som den rödhåriga tonåringen som helt otippad vann Wimbledon.
Beckers spel kännetecknades av en mycket hård serve, tunga, ofta extremt vinklade, grundslag och en effektiv volley. På grund av sin "tuffa" spelstil kallades han ofta "boom-boom Becker". Han är också bekant för sina "harklingar" i samband med serven, ett beteende som ofta retade motståndaren.

### Utanför tennisen
Becker gifte sig 1993 med den afro-amerikanska skådespelaren och sångerskan Barbara Feltus, med vilken han har två barn. Paret skildes 2001. I samband med detta uppdagades att Boris Becker, utanför sitt äktenskap, hade en dotter. Han förnekade först detta, men i samband med en rättegång blev han med DNA-teknik överbevisad.
År 1997 tog Becker över ledningen för Mercedes Junior-lagen, och grundade samtidigt ett företag inriktat på marknadsföring. Senare öppnade han en bilfirma. Han började också som sportkommentator på en tysk TV-kanal. År 2004 ledde han den TV-sända talkshowen Becker 1:1.
Boris Becker blev 2002 dömd till miljonbelopp i böter och ett villkorligt fängelsstraff, sedan det uppdagats att han undanhållit skatt, eftersom han under långa perioder varit bosatt i Tyskland trots att han varit skriven i Monaco.
I april 2022 dömdes han till två år och sex månaders fängelse med möjlighet till villkorligt efter 6 månader, för att ha dolt tillgångar värda miljontals kronor, efter att han försatts i personlig konkurs år 2017.

## Grand Slam-finaler

### Segrar (6)
```
År       Turnering               Finalmotståndare           Resultat

1985     
Wimbledon
               
Kevin Curren
               6-3, 6-7, 7-6, 6-4
1986     Wimbledon               
Ivan Lendl
                 6-4, 6-3, 7-5
1989     Wimbledon               
Stefan Edberg
              6-0, 7-6, 6-4
1989     
US Open
                 Ivan Lendl                 7-6, 1-6, 6-3, 7-6
1991     
Australiska öppna
       Ivan Lendl                 1-6, 6-4, 6-4, 6-4
1996     Australiska öppna       
Michael Chang
              6-2, 6-4, 2-6, 6-2
```

### Finalförluster (4)
```
År       Turnering               Finalmotståndare           Resultat

1988     Wimbledon               
Stefan Edberg
              4-6, 7-6, 6-4, 6-2 
1990     Wimbledon               Stefan Edberg              6-2, 6-2, 3-6, 3-6, 6-4 
1991     Wimbledon               
Michael Stich
              6-4, 7-6, 6-4 
1995     Wimbledon               
Pete Sampras
               6-7, 6-2, 6-4, 6-2
```